# Veterupristisaurus
Veterupristisaurus milneri
Genre
Espèce
Veterupristisaurus est un genre éteint de dinosaures théropodes de la famille également éteinte des Carcharodontosauridae. Il a vécu au Jurassique supérieur et ses restes fossiles ont été retrouvés dans la formation de Tendaguru, dans le sud-est de la Tanzanie.
Une seule espèce est rattachée au genre : Veterupristisaurus milneri, décrite par Oliver Rauhut en 2011.

## Découverte

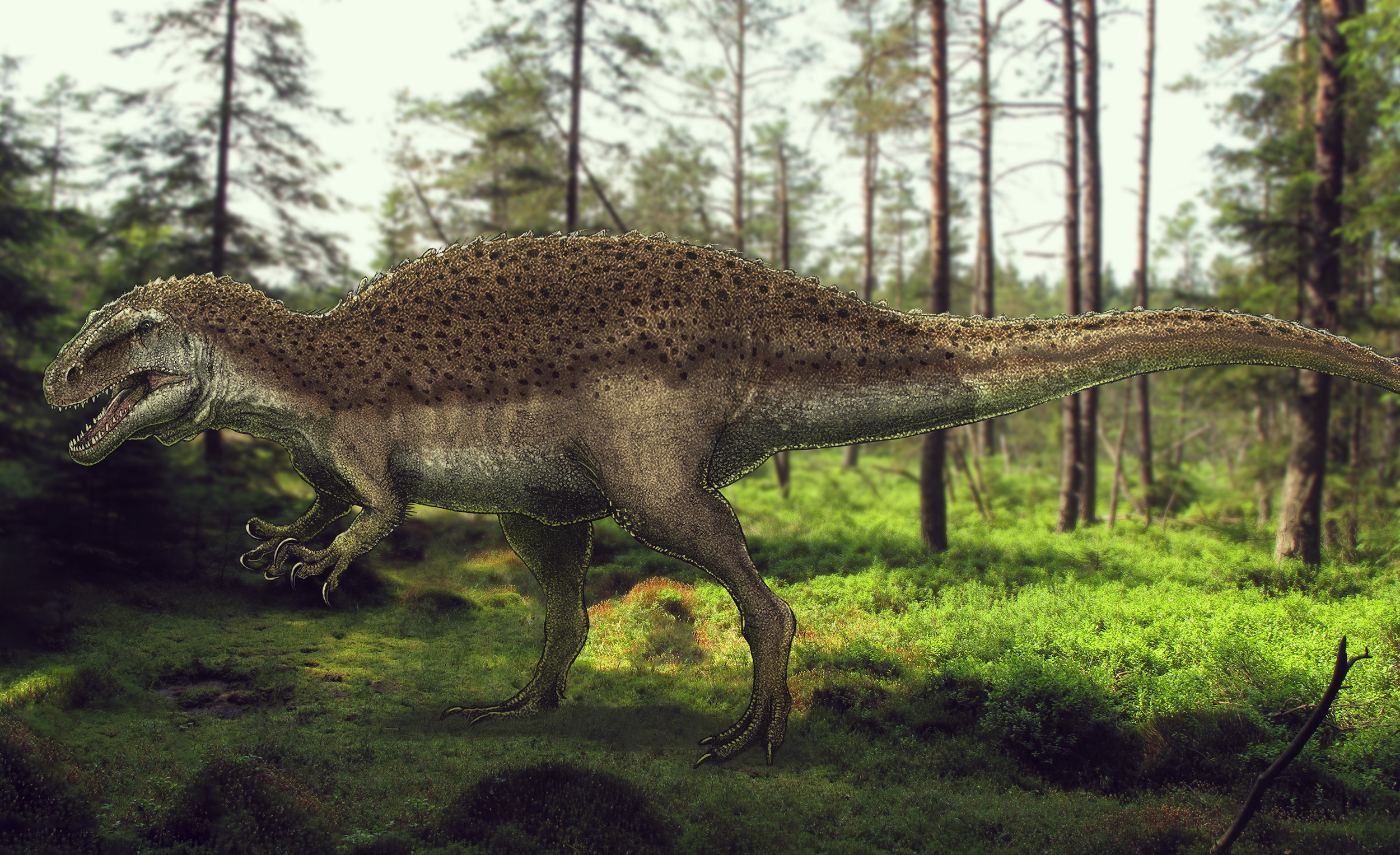
Vue d'artiste de Veterupristisaurus dans son milieu naturel.

Veterupristisaurus est basé sur l'holotype MB R 1938, constitué d'une vertèbre caudale. Elle a été découverte dans la formation géologique de Tendaguru, dans une strate datée entre le Kimméridgien supérieur et le tout début du Tithonien il y a environ 152 Ma (millions d'années). C'est le seul Carcharodontosauridae décrit dans le Jurassique.
Deux autres vertèbres caudales, MB R 2166, retrouvées au même endroit que l'holotype et provenant probablement du même individu, ont été associées au genre. Une autre vertèbre, MB R 1940, pourrait également appartenir au genre.

## Description

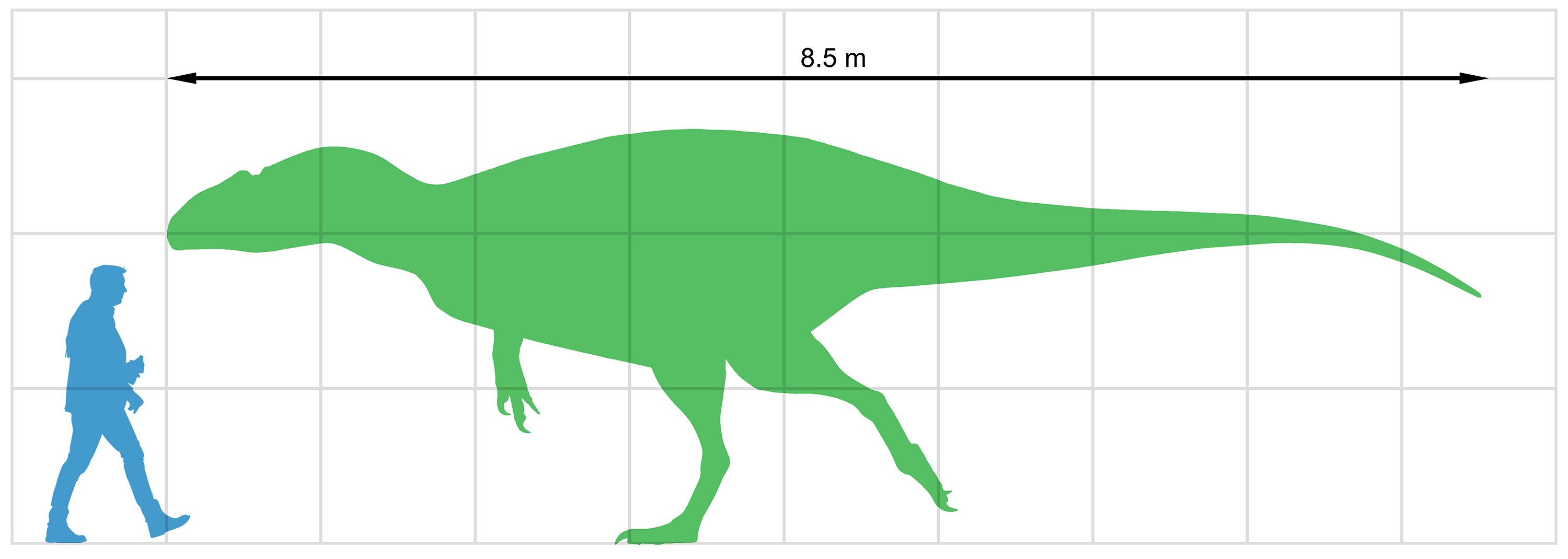
Comparaison de taille entre Veterupristisaurus et un être humain.

Sa taille est estimée entre 8,50 et 11 mètres de long par son inventeur en 2011 .

## Classification
Il est proche d'Acrocanthosaurus, avec qui Rauhut le classe dans un groupe frère dans la famille des Carcharodontosauridae, Veterupristisaurus a d'abord été associé à Ceratosaurus roechlingi par Werner Janensch.